# 日本キックボクシング連盟
日本キックボクシング連盟（にほんキックボクシングれんめい）は、日本のキックボクシング団体。1984年に設立。2001年より「日本キックボクシング」に加盟。団体のテーマは「倒すか、倒されるか」。

## 歴史
日本のキックボクシングの7団体のうち、4団体が、解散し合同して作られたキックボクシングの団体。1984年11月30日後楽園ホールで旗揚げ。コミッショナー兼理事長は六本木で「朋昌」という会社を営んでいた実業家・石川勝将。しかし、伊原・せんば・渡辺・平戸ジムら主要ジム会長たち（連盟幹部役員たち）と石川理事長とが対立。1985年4月以降は、石川理事長を外し、上記の役員たちだけで興行を打つようになっていった。石川は独自の組織を新たに作り、それを「マーシャルアーツ日本キックボクシング連盟」と名づけた。
連盟の最高位は代表理事ということにし、本体制への移行当初はせんばジム会長戸高今朝明が代表理事を務めた。しかし、せんばジムは、山木ジムが中心の日本ムエタイ連盟の設立（1987年5月）に参加するため離脱。以降は今日まで渡辺ジム会長の渡辺信久が20年以上にわたり代表理事を務めてきた。
渡辺ジム・伊原道場（伊原信一会長）などにより、興行が続けられてきたが、伊原道場は1990年代後半に離脱し、日本キックボクシング協会（現・新日本キックボクシング協会）を設立した。
渡辺ジムの玄関にはキャッチフレーズとして「ケンカ教えます」とだけ書かれている。この連盟は、良くも悪くも話題性皆無であり、売り物になるものが選手自らの身体をおいてほかにない。そこで過激性を売りにして独自の路線を歩むようになる。また他団体とルールも異なる（他団体では3回戦では肘が禁止だが、当連盟では使ってよい）。
下記の関西キックボクシング連盟のほか、日本プロキックボクシング連盟（せんばジム）、西日本キックといった限定的な勢力とだけ交流し、メジャー団体との交流は絶無であったのも災いした。話題不在、スター不在、テレビ不在、お客不在。人気・マスコミからの注目等は、当団体には全くあてられることなく、苦難の日々を歩んだ（要は陽の当たらないマイナー団体扱いされてきた）。
しかし関西キック界との提携（ガルーダ・テツの参戦）、加えて、CS放送サムライTVが当連盟の運命を変えた。
2000年にウェルター級選手4名の総当たりリーグ戦をニュージャパンキックボクシング連盟（NJKF）と合同で開催し、リーグ戦の勝者とムラッド・サリとの対戦が計画される。日本キックボクシング連盟から小野瀬邦英、NJKFから青葉繁、松浦信次、大谷浩二が出場し、小野瀬が3勝全勝したがサリとの試合は実現に至らなかった。代わりに招聘されたIWMジュニアウェルター級王者のオーロノー・ポー・ムアンウボンと小野瀬が対戦し、小野瀬は判定負け。なお、サリは2000年11月にK-1で魔裟斗とISKAオリエンタル世界ウェルター級タイトルマッチで対戦し、魔裟斗がKO勝利した。
2001年に日本キックボクシング（NKB）を設立し、自ら傘下団体となる。当時、主要選手は、武笠則康、山田大輔、阿久澤英一等。
2月、4月、6月、10月、12月と定期的に、日本キックボクシング連盟主催NKB大会が後楽園ホールで開催されている。
当初はマスコットガール・岡田ひとみや連盟オフィシャルナビゲーター・塩野潤二等を起用し独特の盛り上がりを見せた。2010年よりマスコットガールはミスフラッシュグランプリの柳本絵美がオーディションで選ばれた。リングサイドレポートは元ジャイアンツのマスコットガールであった若菜奈津美。塩野潤二に続きナビゲーターになった塩野勝美は東映の作品に出演する声優。
2013年から小野瀬邦英（SQUARE UP代表）が、渡邉信久・連盟代表に代わりプロモーターに就任。それまで鎖国を貫いてきたNKBにフリージム選手が参戦できるようになるが、
2017年12月でプロモーターを退任。2018年初頭、代わって竹村哲（第12代NKBウェルター級王者）がマッチメイカーに就任。新日本キックボクシング協会との交流を皮切りに、
各他団体と積極的に交流を開始。NKBが開放路線に舵を切る。2019年4月には、各団体のミドル級選手8人で行う「PRIMA GOLD杯ミドル級トーナメント」を開催。
観客動員数を大きく伸ばす。2019年現在の主要選手は髙橋3兄弟、西村清吾、田村聖など。